# Naturschutzgebiet Schlosspark Benrath
Das Naturschutzgebiet Schlosspark Benrath liegt auf dem Gebiet der kreisfreien Stadt Düsseldorf in Nordrhein-Westfalen. Das Gebiet erstreckt sich südöstlich der Kernstadt von Düsseldorf, im Stadtteil Benrath gelegen. Der Schlosspark tangiert im Westen das rechte Rheinufer. Südlich liegt der Düsseldorfer Stadtteil Urdenbach, an den sich südlich das Naturschutzgebiet Urdenbacher Kämpen (Kennung D-003) anschließt.

## Beschreibung
Laut Fachdienst des Landesamtes für Natur, Umwelt und Verbraucherschutz in NRW ist das Naturschutzgebiet ein

„Naturbetonter artenreicher Laubwald im Park des Schlosses Benrath, eines der bedeutendsten Gartenschlösser des Rokoko.
Der strukturreiche Waldbestand im Schlosspark stellt einen Restbestand der ursprünglich grossflächigen Wälder der Niederterrasse vom Typ der Eichen-Hainbuchenwälder dar. Im 17. Jahrhundert wurde der ursprüngliche Auenwald durch Umgestaltung zu einem Jagdgarten stark verändert.
Der Waldbestand wird durch die ehemals angelegten Alleen (Linden), die sich sternförmig im zentralen Rondell treffen, gegliedert. Durch plenterartige Bewirtschaftung ist ein strukturreicher Wald entstanden, der sehr naturnah wirkt. Neben Buchen sind vor allem Stiel-Eichen, Hainbuchen, Eschen, Vogelkirschen und Bergahorn vertreten. Bemerkenswert ist im Unterwuchs der hohe Anteil an z.T. sehr alten Eiben. Vereinzelt tritt Ilex hinzu. Die spärliche Krautschicht wird von Waldsegge, Flattergras, Brombeer- und Adlerfarnherden gebildet.
Gräben und Teiche unterschiedlicher Ausprägung umgeben den Park. Sie sind z. T. vegetationsfrei und die Ufer sind befestigt. Ein kleiner Graben geht vermutlich auf einen Altwasserarm zurück.“

„Die Vogelwelt profitiert vom Reichtum des Waldes: 82 verschiedene Arten kann man beobachten, darunter Kleiber, Waldlaubsänger und Buntspecht. Sogar Greifvögel wie der Habicht brüten im Schlosspark.
Aber vieles lebt im Verborgenen: Abgestorbene Bäume stellen einen wertvollen Kleinlebensraum dar. Bei aktuellen Untersuchungen wurden über 300 holzbewohnende Käferarten festgestellt. Mit dem so genannten Juchtenkäfer und dem Hirschkäfer leben auch Tiere dort, die europaweit durch Naturschutzrecht geschützt sind.[…]
Im Waldteil des Benrather Schlossparkes findet man neben Moosen, Farnen und Gräsern eine Vielzahl von blühenden Pflanzen, die unter dem Laubdach der Bäume und Sträucher wachsen.“

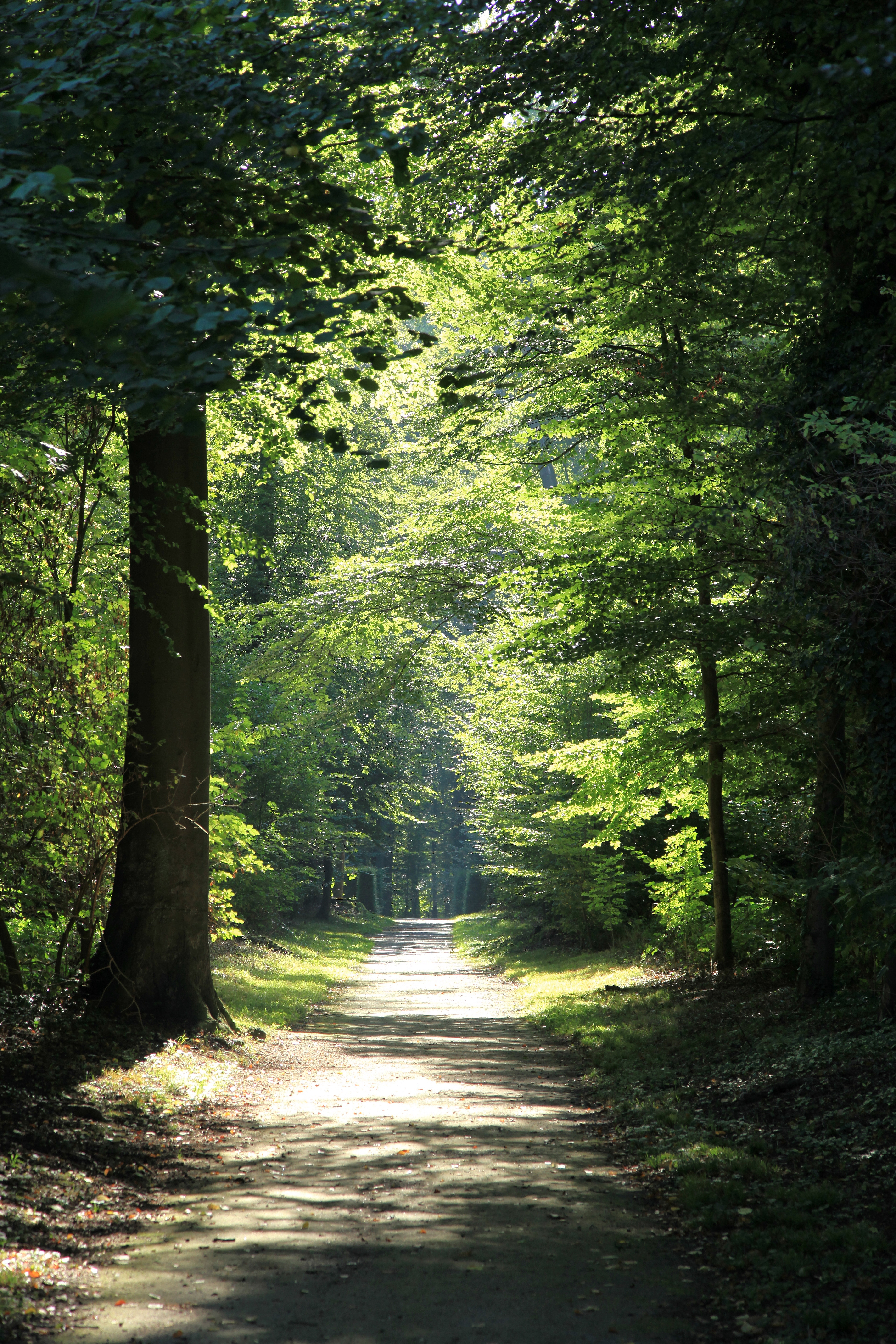
Waldpark
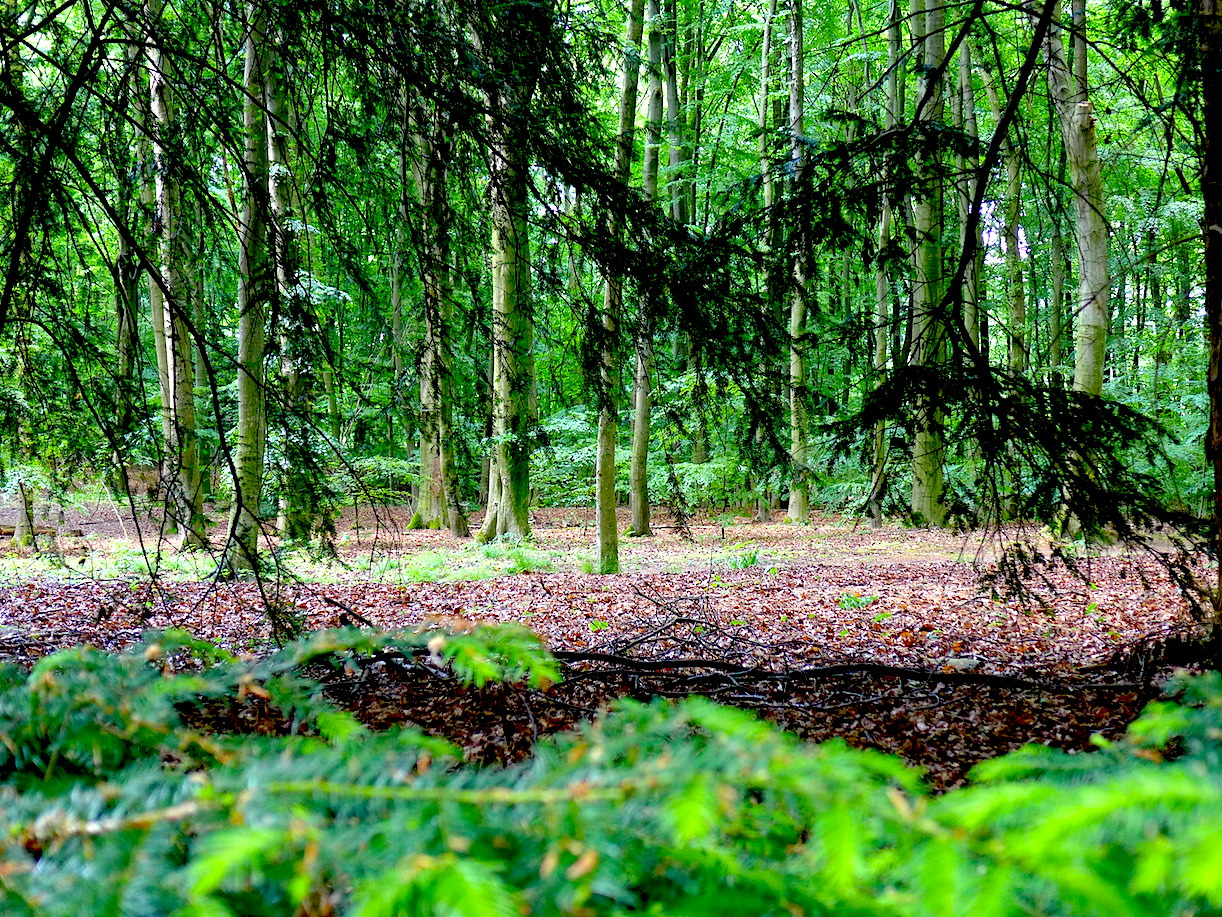
Waldpark
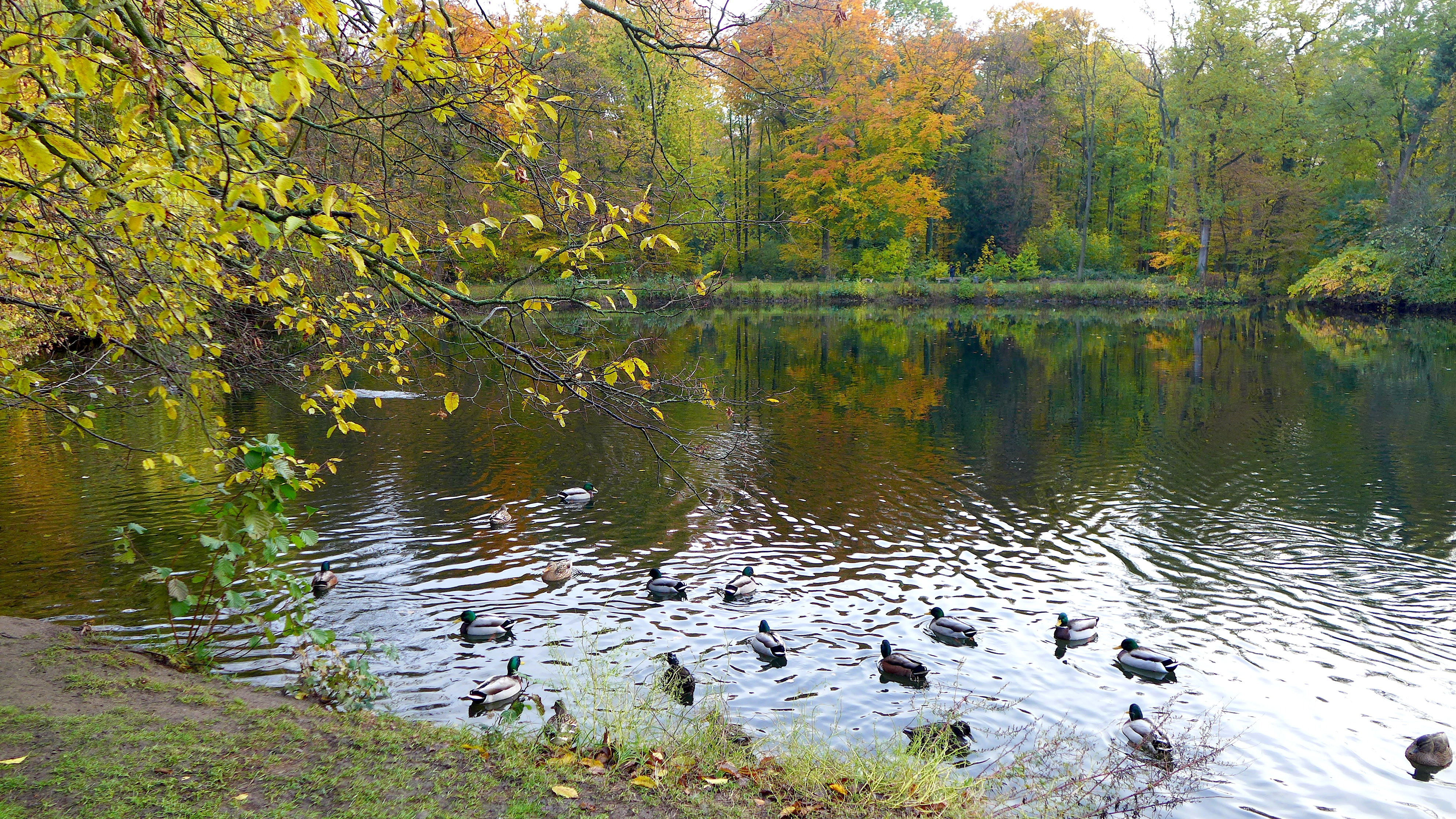
Kopfweiher
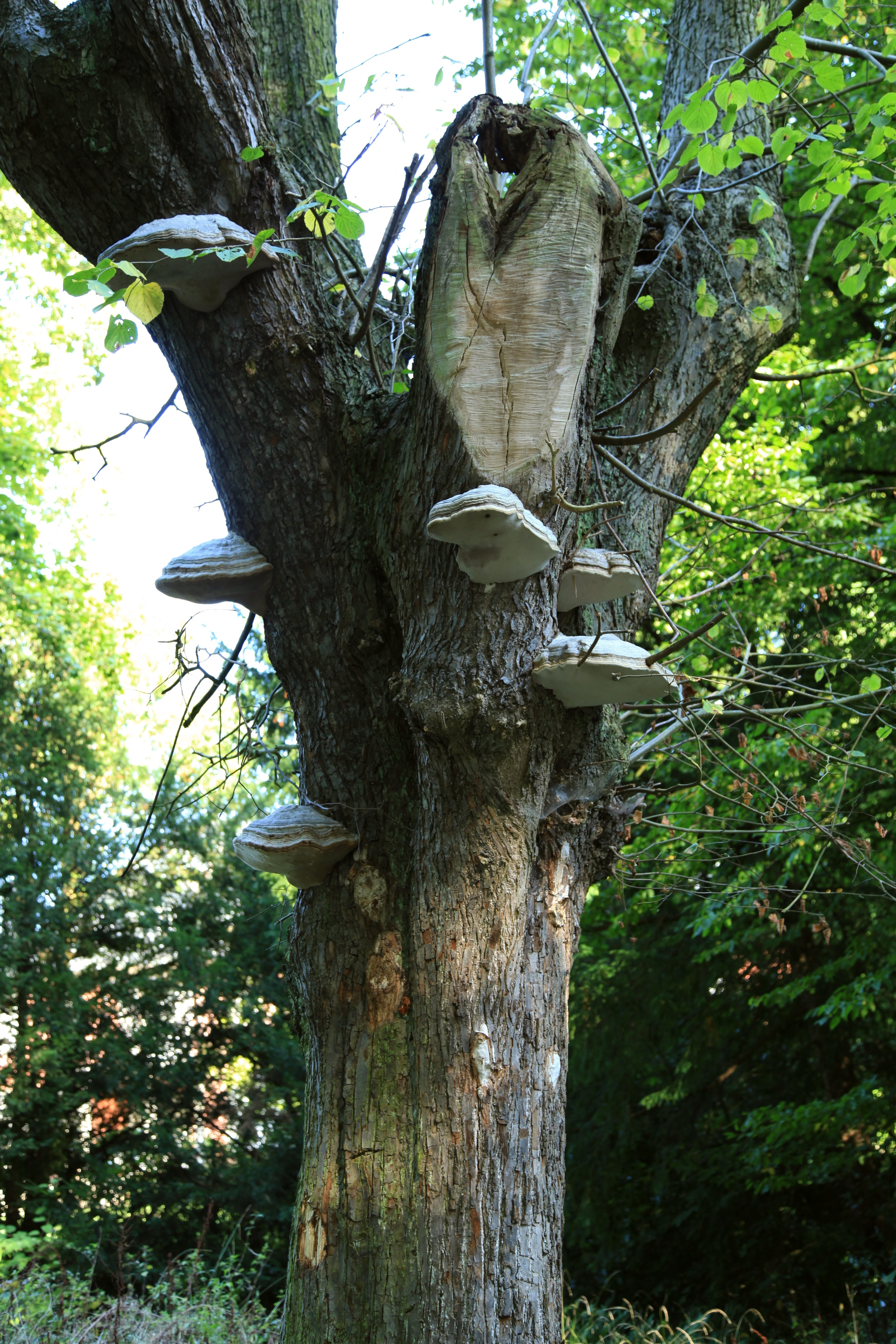
Totholz
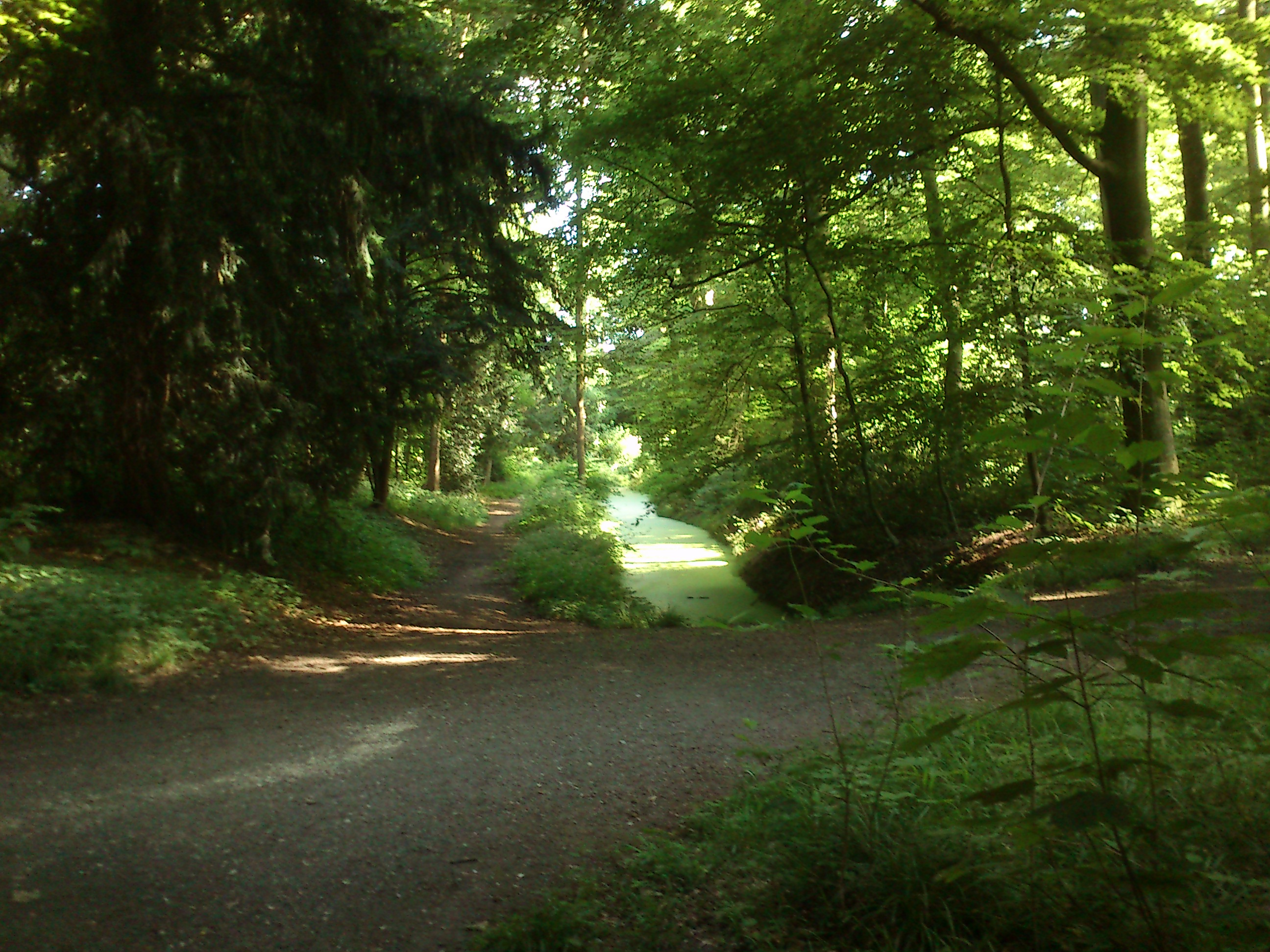
Schlangenbach
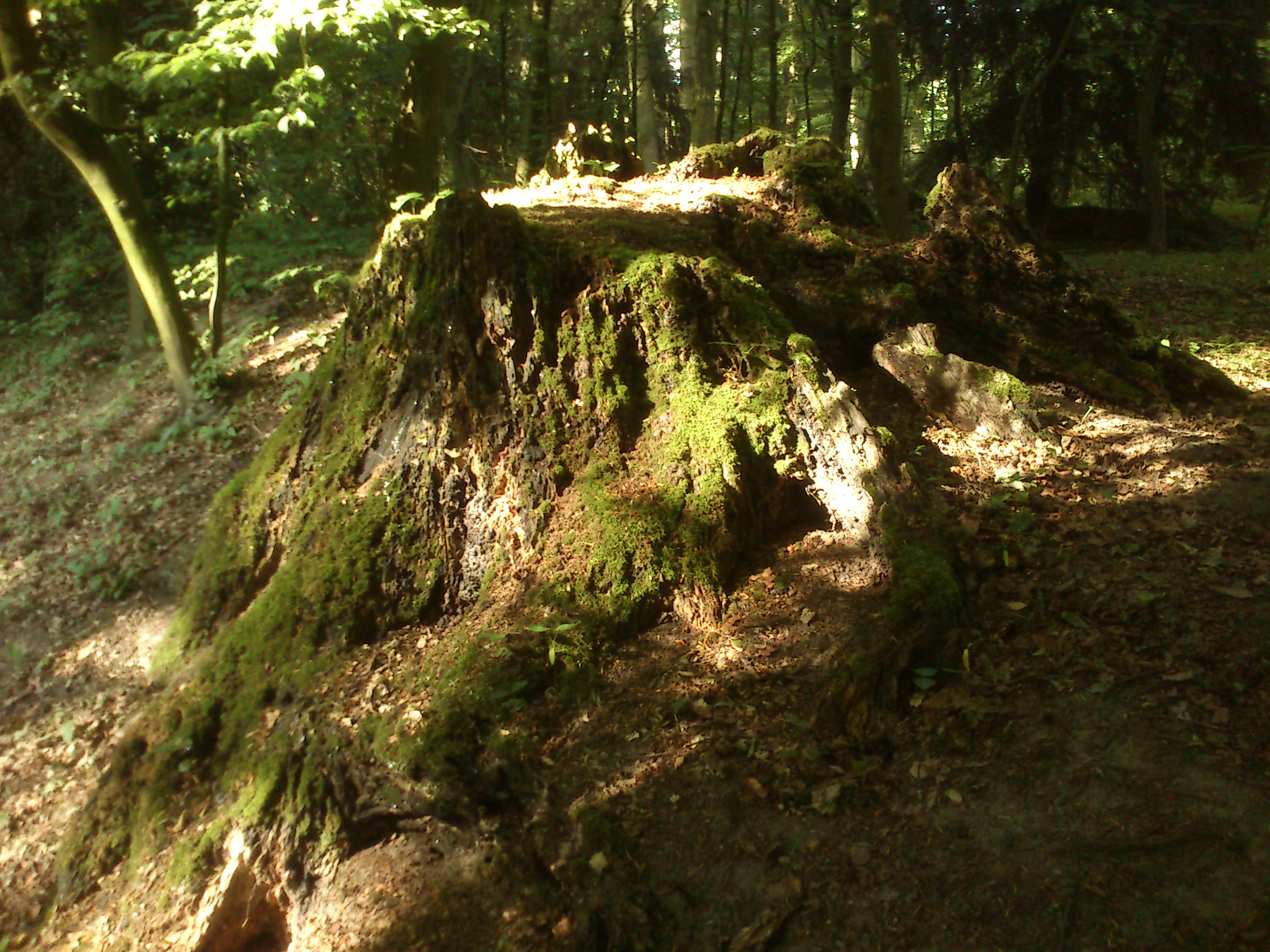
Totholz
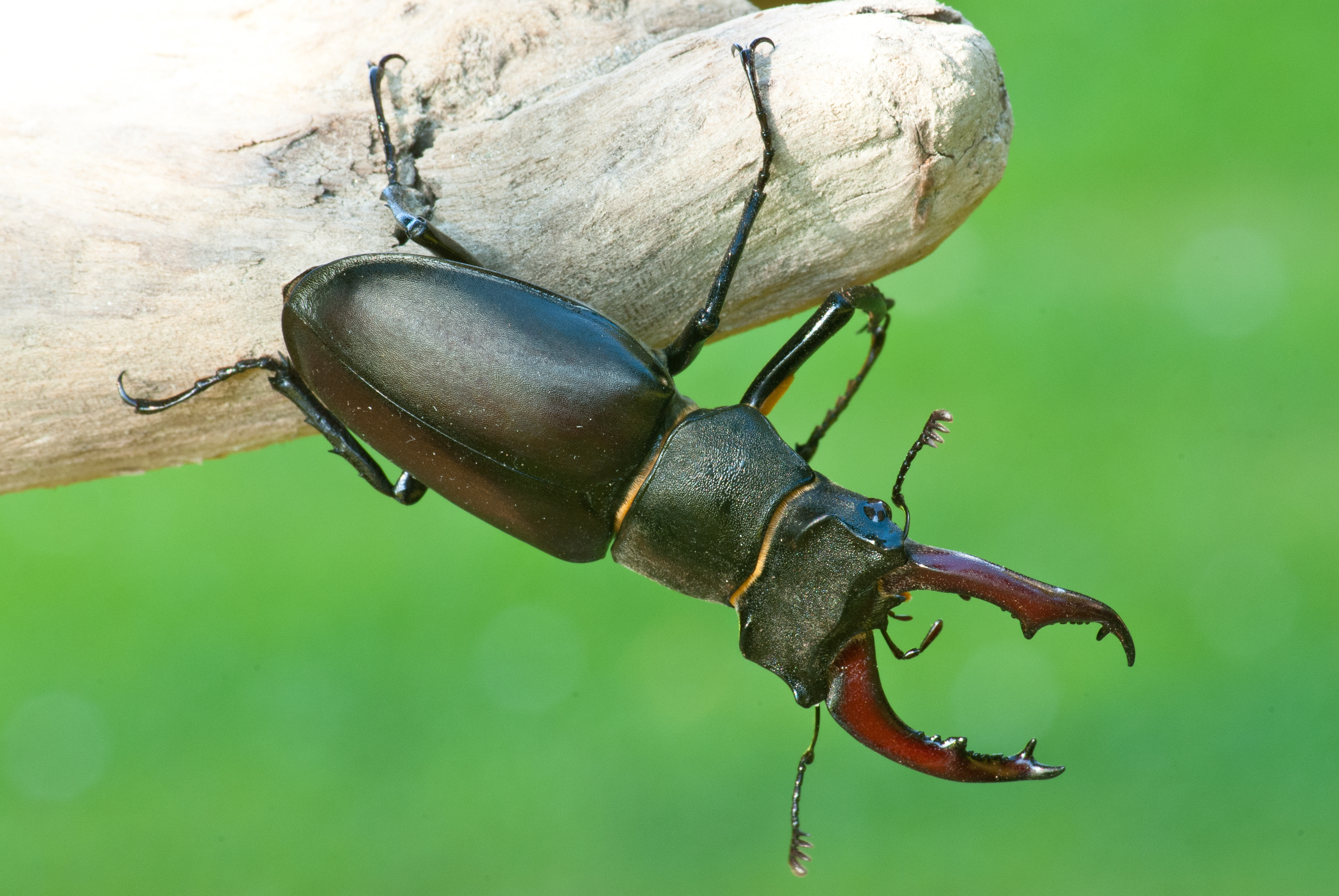
Hirschkäfer (Lucanus cervus) braucht Totholz
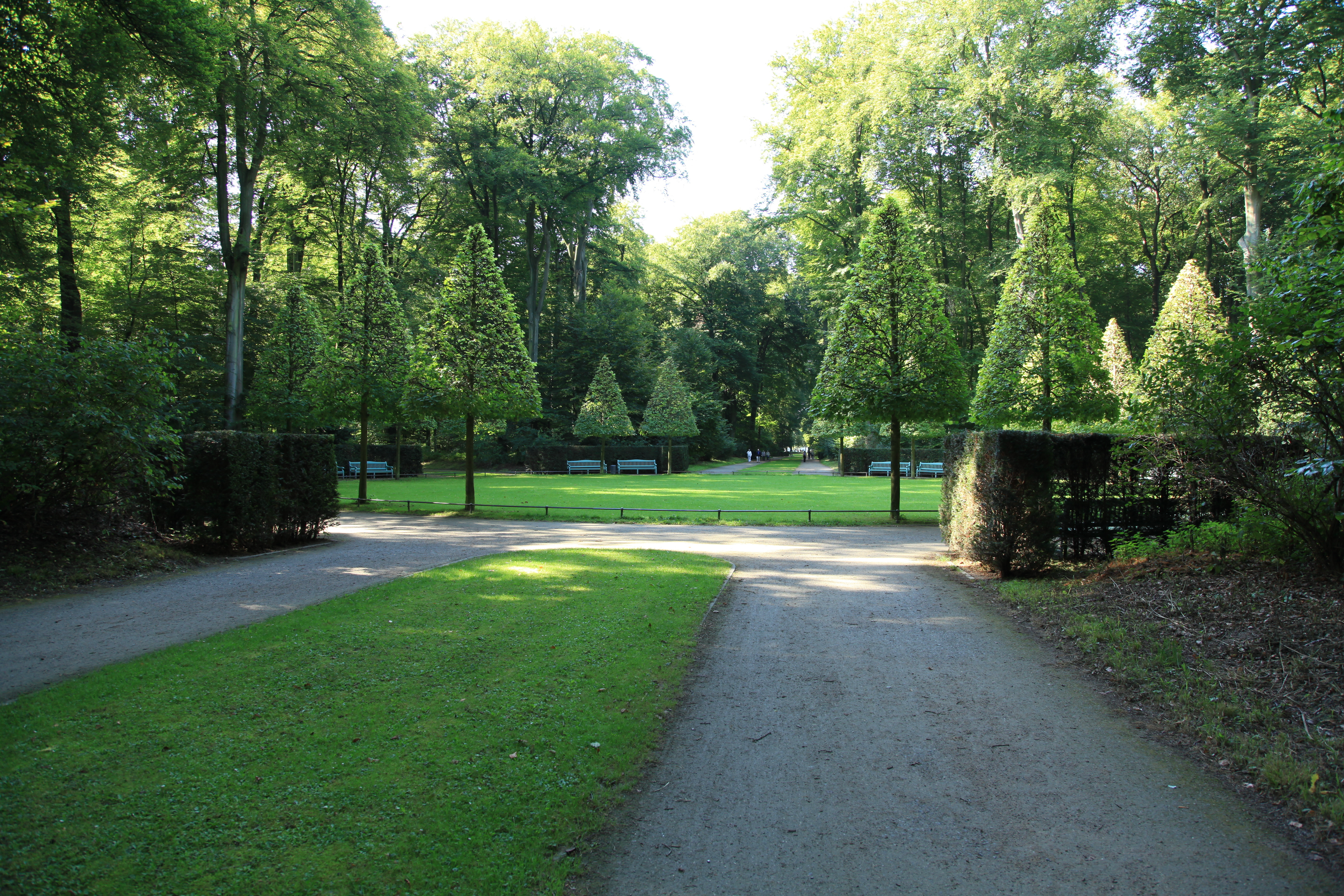
Jagdstern
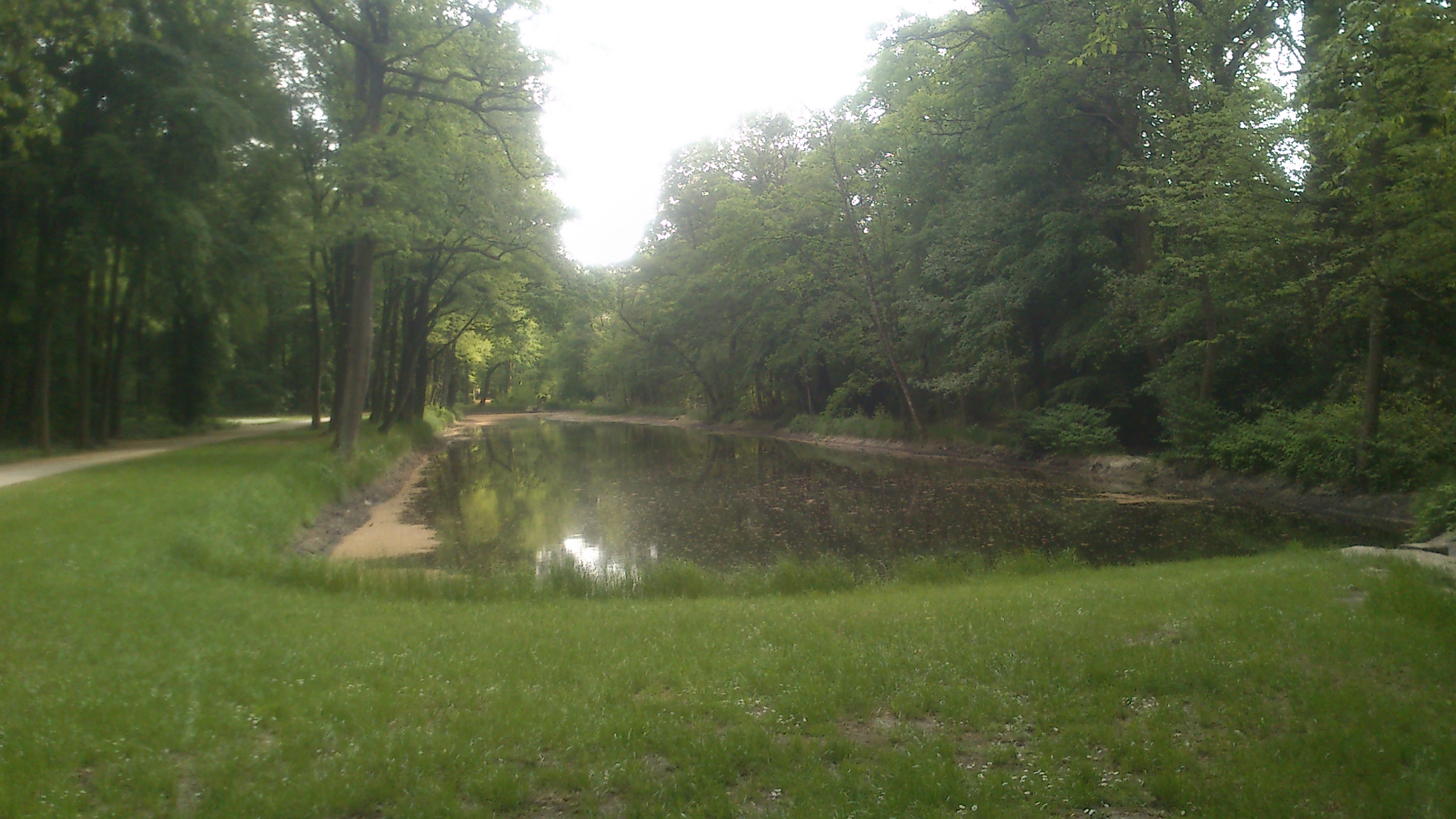
Viereck-Weiher
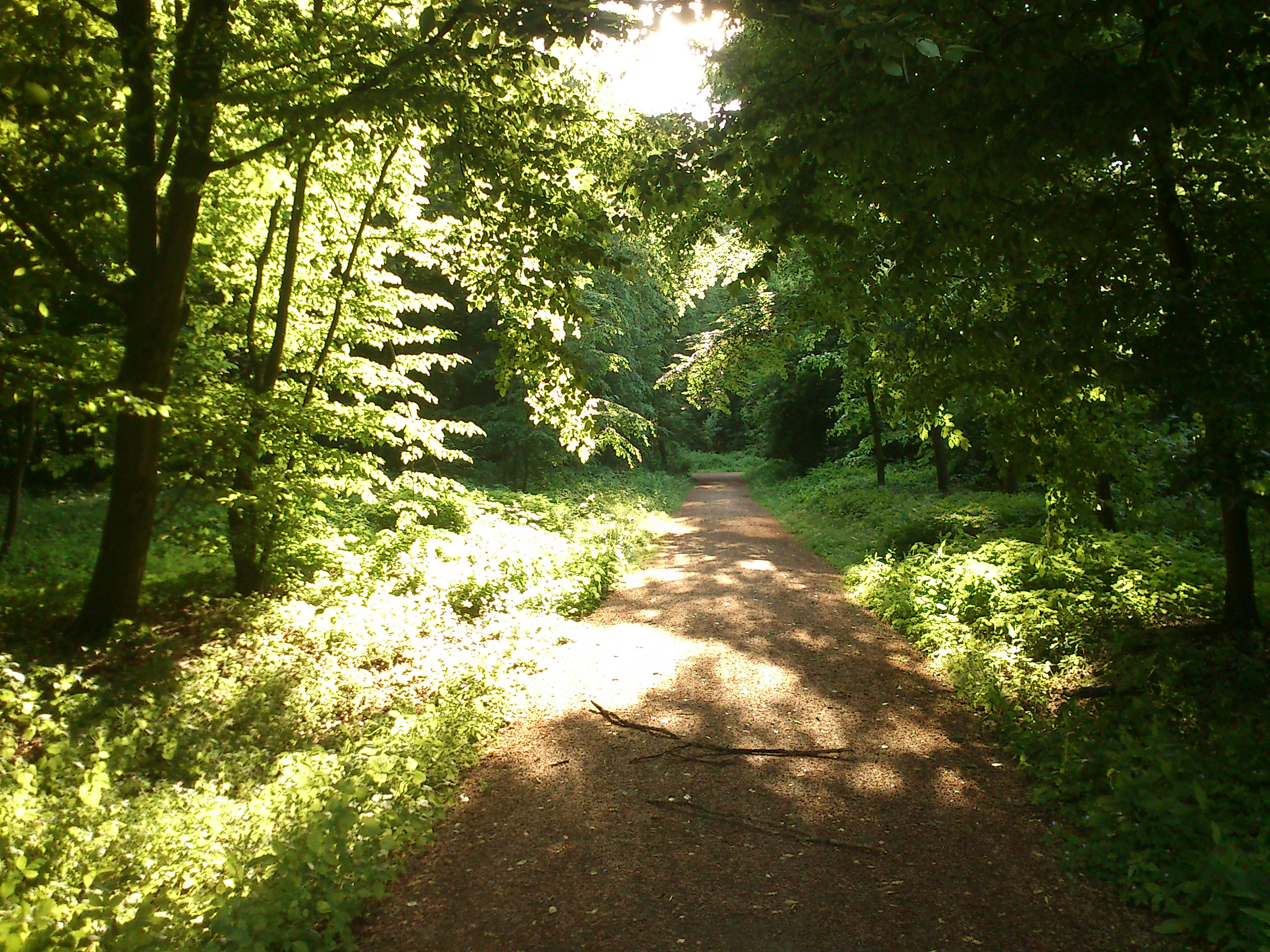
Waldpark
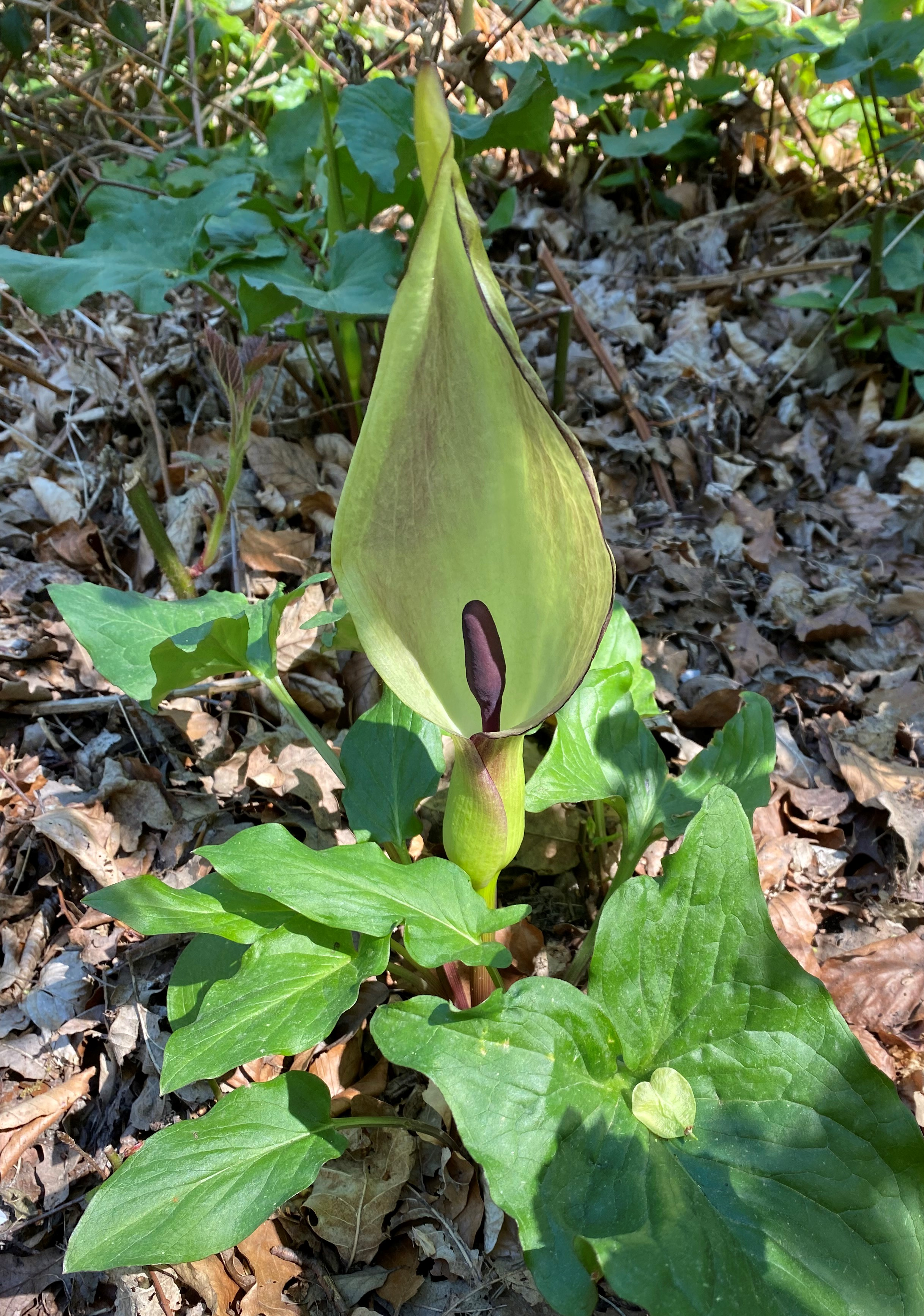
Aronstab in Blüte im Schlosspark Benrath
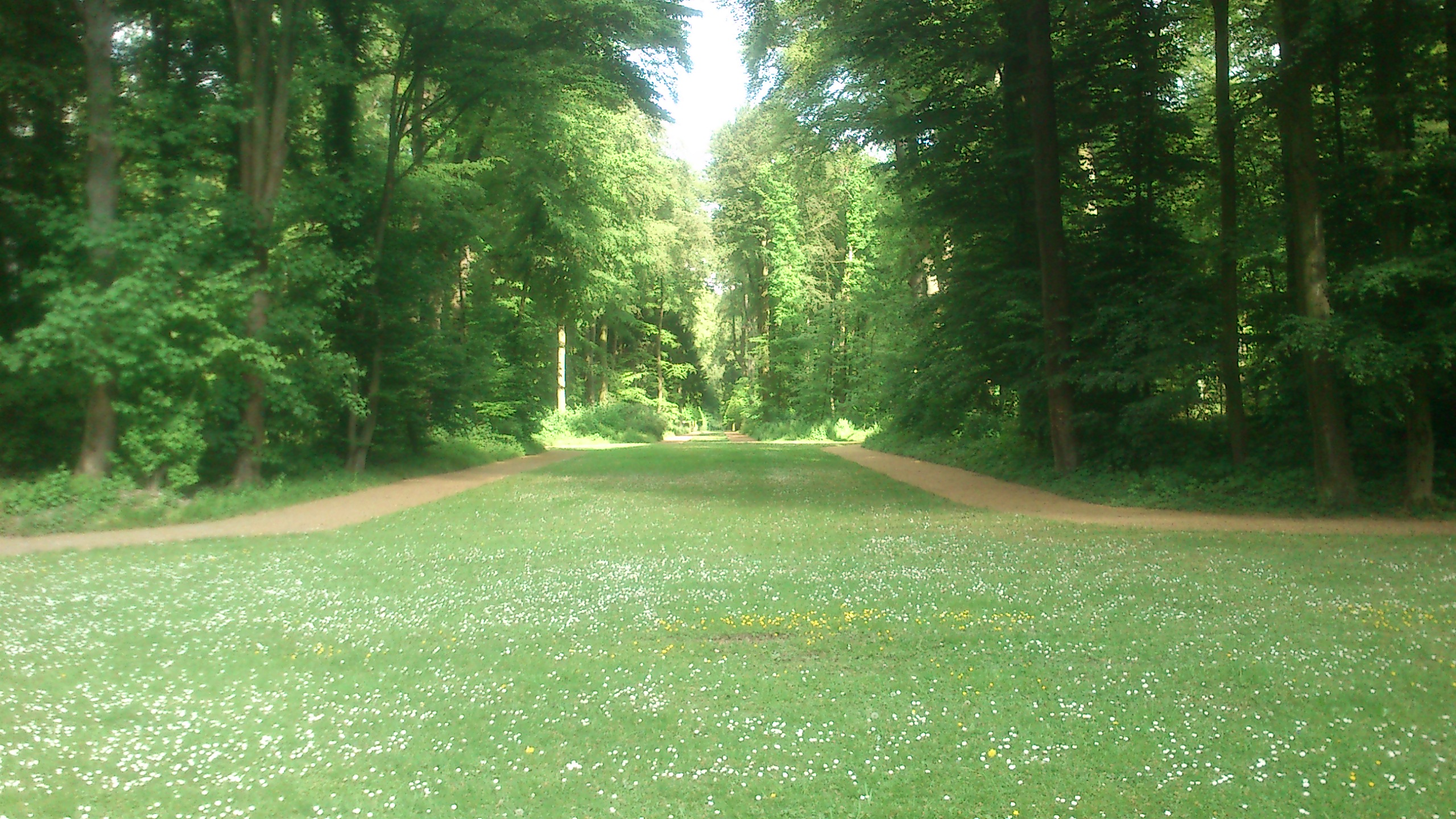
Blick vom Viereckweiher in die Champagnerallee
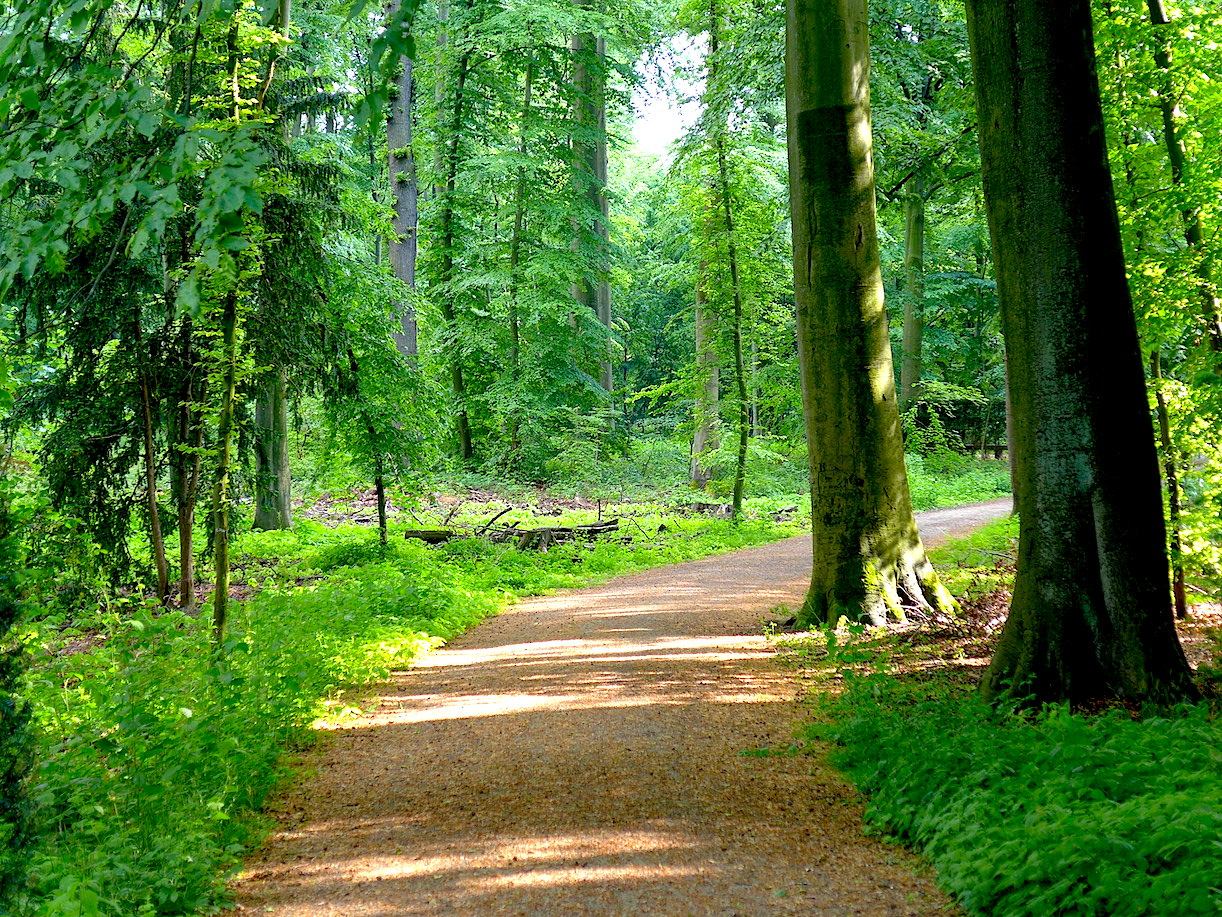
Waldpark